# Silveira rufus
Silveira rufus là một loài côn trùng trong họ Psychopsidae thuộc bộ Neuroptera. Loài này được Tjeder miêu tả năm 1960.